# Круминьш, Эдгар
Э́дгар Ро́берт Кру́миньш (латыш. Edgars Roberts Krūmiņš; 21 августа 1909, Рига — дата смерти неизвестна) — латвийский шахматист.

## Биография
В 1926 году окончил 2-ю Рижскую гимназию. В 1929 году поступил на математический факультет Латвийского университета, который окончил в 1935 году. В 1936 / 37 учебном году был учителем математики в средней школе в латвийском городе Цесвайне.
В начале 1930-х гг. выдвинулся в число сильнейших шахматистов Латвии. Самый большой успех — 3-е место в чемпионате Латвии 1934 г. (после победителей Фрициса Апшениека и Владимира Петрова). За этот успех Круминьш был удостоен звания шахматного мастера Латвии. Он был пятым шахматистом после Германа Матисона, Апшениека, Петрова и Мовши Фейгина, получившим это почетное звание.
Представлял сборную Латвии на крупнейших командных шахматных турнирах:
- в шахматной олимпиаде 1935 года (запасной);
- в неофициальной шахматной олимпиаде в 1936 году (4-я доска)[4].

Во многих шахматных изданиях (в том числе и в интернет-порталах www.olimpbase.org, www.chessgames.com) неправильно указано, что в шахматных олимпиадах участвовал не Эдгар, а его брат Альфред Круминьш (1911—1980), который тоже был шахматистом. 
В конце 1930-х годов Эдгар Круминьш заболел и отошел от активной шахматной жизни. Последний известный турнир с его участием — чемпионат Риги 1940 года, в котором он поделил 11—12 места. О его дальнейшей судьбе нет достоверных сведений.